# Узнезя
Узнезя́' — село в Чемальском муниципальном районе Республики Алтай России, административный центр Узнезинского сельского поселения.

## Этимология
Топоним «Узнезя» образован от одноимённого гидронима — названия реки Узнезя.

## География
Расположено севернее села Чемал, на правом берегу реки Катуни, в устье одноимённой реки Узнези. Через село с севера на юг проходит Чемальский тракт, соединивший Чуйский тракт  и село Куюс, самое южное село Чемальского муниципального района. От Чуйского тракта до села Узнезя — 20 км. Село четвертое по численности жителей в Чемальском муниципальном районе, уступает лишь селам Чемал, Элекмонар и Чепош.

### Список улиц

#### улицы
Береговая
Весенняя
Вишневая
Восточная
Горная
Звёздная
Зеленая
Катунская
Лучегорская
Маральника
Мартакова
Можжевеловая
Новая
Новые Черемушки
Пейзажная
Пионеров
Пчелиная
Радужная
Сары-Коба
Северная
Семьи Рерихов
Фридриха Ницше
Центральная

##### переулки
Медуница
Набережный
Ясный

##### территории
Бирюза
гора Притор
Узун Калама

## Население
| 2010 | 2011 | 2012 | 2013 | 2014 | 2015 | 2016 |
| ---- | ---- | ---- | ---- | ---- | ---- | ---- |
| 452  | ↗453 | ↗471 | ↗474 | ↗517 | ↗530 | ↘501 |

## Экономика

### турбазы и отели:
Алтай Сиеста, Альпака, Берег Катуни, Бирюза, Вишня, Думка, Классика, Корогон, Ника, Околица, Привал Путника, Селигур, Сельская Усадьба, Сэнди Бич, Чемал, Черчек,
Deja vu, и другие.

#### магазины
Алиса -
Аникс
Рига

## Транспорт
Через село проходит асфальтированная дорога - Чемальский тракт. Автовокзала в селе нет. Посадка в проходящие автобусы возможна с двух автобусных остановок. С мая по октябрь через Узнезю проходят семь автобусных рейсов. Расписание на 2024 год:
7.40 Чемал-Барнаул, ежедневно
8.00 Чемал-Новосибирск, по четным числам
9.00 Чемал-Кемерово, по нечетным числам
10.40 Чемал-Новосибирск, ежедневно
15.05 Чемал-Барнаул, ежедневно
17.20 Чемал-Горно-Алтайск, ежедневно
19.20 Чемал-Новосибирск, ежедневно
21.45 Чемал-Новосибирск, ежедневно

## История
Первое упоминание деревни Узнезя в письменных источниках относится к 1858 году. Коротким декабрьским днем, два служителя Алтайской духовной миссии, Иоанн Смольянников и Арсений Ивановский, верхом на конях проехали от Александровки через перевал до Узнези. Один из миссионеров, Иоанн Смольянников, в отчете своём написал, что остановились они в Узнезе. В аилах местных жителей крестили они детей и проводили другие службы. На утро они отправились дальше, в Чемал. Из отчета Смольянникова мы узнаём, что в 1858 году уже была небольшая деревня Узнезя, основанная алтайцами. Отчет под названием "Записка улалинского отделения Алтайской Духовной Миссии миссионера священника Иоанна Смольянникова, за 1858 год" был опубликован отдельной брошюрой в 1860 году в московской типографии В.Готье.
Благодаря новокрещеной «инородке» Ольге Илдыбиной в 1898 г. открылась школа в с. Узнезе;